# Delanymys brooksi
Delanymys brooksi är en gnagare i familjen Nesomyidae som förekommer i Afrika. Den listas vanligen som enda art i släktet Delanymys och i underfamiljen Delanymyinae.

## Beskrivning
Djuret når en kroppslängd (huvud och bål) mellan 5 och 6 cm, en svanslängd av 9 till 11 cm och en vikt omkring 6 gram. Pälsen har på ovansidan en rödbrun färg, undersidan är beige. Artens närmaste släktingar hittas i släktet afrikanska klippmöss (Petromyscus) och tidigare blev de sammanfattad i en underfamilj. Svansen kan i viss mån användas som gripverktyg. Arten har fyra full utvecklade och en förkrympt tå vid framtassen och fem tår vid bakfoten. Alla är utrustade med klor.
Delanymys brooksi är endemisk för bergstrakterna kring Kivusjön som ligger 1 700 till 2 400 meter över havet. Utbredningsområdet sträcker sig över delar av Burundi, Kongo-Kinshasa, Rwanda och Uganda. Habitatet utgörs av marskland och bergsskogar.
Individerna är aktiva på natten och klättrar flitig i växtligheten. De bygger bon av gräs som placeras i buskar eller träd. Födan utgörs främst av frön. Fortplantningssättet är inte bra utrett. Observerade honor hade tre till fyra ungar per kull som var blinda vid födelsen.
Arten hotas av habitatförstörelse och listas av IUCN som sårbar (VU).